# Gunn-Yamada-Methode
Die Gunn-Yamada-Methode ist ein auf dem Theorem der übereinstimmenden Zustände basierendes Verfahren zur Abschätzung des Flüssigkeitsvolumens reiner Stoffe als Funktion der Temperatur. Die Methode benötigt als Eingabewerte die kritische Temperatur Tc, den azentrischen Faktor ω und ein Volumen bei TR=0,6.

## Bestimmungsgleichungen
{\displaystyle {\frac {V}{V_{SC}}}=V_{\mathrm {R} }^{(0)}\left(1{,}0-\omega \delta \right)}
VR(0) und δ sind generalisierte Funktionen, die nur von der kritischen Temperatur Tc bzw. der reduzierten Temperatur TR=T/Tc abhängen. 
Für 0,20 < TR < 0,80 gilt:
{\displaystyle V_{R}^{(0)}=0{,}33593-0{,}33953\,T_{R}+1{,}51941\,{T_{\mathrm {R} }}^{2}-2{,}02512\,{T_{R}}^{3}+1{,}11422\,{T_{R}}^{4}}
Für 0,80 < TR < 1,00 gilt:
{\displaystyle V_{R}^{(0)}=1{,}0+1{,}3\,(1-T_{R})^{1/2}\ \log _{10}(1-T_{\mathrm {R} })-0{,}50879\,(1-T_{\mathrm {R} })-0{,}91534\,(1-T_{\mathrm {R} })^{2}}
Für 0,20 < TR < 1,00 gilt:
{\displaystyle \delta =0{,}29607-0{,}09045T_{R}-0{,}04842\,{T_{R}}^{2}}
VSC (Skalierungsvolumen) kann über ein bekanntes Volumen bei TR=0,6 bestimmt werden:
{\displaystyle V_{\mathrm {SC} }={\frac {V_{0{,}6}}{0{,}3862-0{,}0866\omega }}}
Durch Umstellung der Hauptbestimmungsgleichung kann ein Volumen bei einer beliebigen Temperatur zur Bestimmung des Skalierungsvolumens benutzt werden:
{\displaystyle V_{\mathrm {SC} }={\frac {V}{V_{\mathrm {R} }^{(0)}\left(1{,}0-\omega \delta \right)}}}
Mit dem ermittelten VSC kann dann wiederum V=f(T) bestimmt werden.

## Güte
Die Autoren geben einen mittleren Fehler von 0,5 % für unpolare und leicht polare Stoffe an mit einer maximalen Abweichung von 2,2 % zwischen experimentellen und berechneten Werten. Stark polare Komponenten (bspw. Methanol und Wasser) geben deutlich größere Abweichungen.